# Bateria Theo
Bateria Theo – jedna z trzech najpotężniejszych niemieckich baterii artylerii nadbrzeżnej zbudowana niedaleko miejscowości Harstad, na półwyspie Trondenes w północnej Norwegii. Uzbrojona była w działa kalibru 406 mm typu C/34. Pozostałe baterie uzbrojone w takie działa to bateria Dietl na wyspie Engeløya (Norwegia) i bateria Lindemann koło Sangatte (Francja). Bateria Theo jako jedyna była wyposażona w cztery armaty – obie pozostałe baterie miały ich po trzy.
Zadaniem baterii Theo była obrona drogi wodnej prowadzącej z północy do Narwiku – portu, który miał dla Niemców strategiczne znaczenie (to samo zadanie od zachodu pełniła bateria Dietl). Budowę baterii rozpoczęto w 1942 roku. W czasie budowy nosiła nazwę Trondenes 1. Próbne strzelania przeprowadzono w maju 1943 roku. Podczas wojny bateria nigdy nie wzięła udziału w walkach.
Po wojnie bateria weszła w skład norweskich sił obrony wybrzeża. Co roku załoga baterii odbywała ćwiczenia. W latach 1951–57 obejmowały one również ostre strzelania z dział. W 1964 roku baterię wycofano z aktywnej służby. Artyleria lufowa jako element obrony wybrzeża zaczynała być już wtedy przestarzała.
Bateria mieści się nadal na terenie wojskowym, ale jedno z dział jest udostępniane do zwiedzania dla grup zorganizowanych. Armaty baterii Theo to jedyne na świecie zachowane egzemplarze dział typu C/34.